# Len Taunyane
Len Taunyane, parfois écrit Tau ou Lentauw, est un athlète sud-africain du début du XXe siècle. Il participe notamment au marathon des Jeux olympiques de 1904, organisés à Saint-Louis (Missouri). Il se classe 9e sur les quatorze marathoniens ayant terminé la course.
C'est, avec Jan Mashiani, le premier athlète Noir africain à concourir durant des Jeux olympiques.